# أسطورة الغذاء المعدل جينيا
أسطورة الغذاء المعدل جينيا أو أسطورة الفرانكنفود: كيف تهدد السياسة والاحتجاجات ثورة التكنولوجيا الحيوية هو كتاب ألفه كل من الصحفي العلمي هنري إ. ميلر الباحث في معهد هوفر، وعالم السياسة غريغوري كونكو، وكتب مقدمته نورمان إرنست بورلاوج عالم الأحياء الحائز على جائزة نوبل للسلام. نُشر الكتاب في عام 2004 من إصدار دار برايغر للنشر.
يحذر عالم السياسة غريغوري كونكو في كتاب أسطورة الغذاء المعدل جينيا من الإفراط في تنظيم التعديل الجيني للغذاء.
نفى غرغوري كونكو خلال مقابلة صحفية له الزعم القائل بأن كتابه أسطورة الغذاء المعدل جينيا يمثل محاولة لتقنين كل المفاهيم الخاطئة التي تنتشر حول التكنولوجيا الحيوية الزراعية واحدة تلو الأخرى، وذكر أن النقطة الرئيسية التي يعالجها الكتاب تتعلق بالموقف الشائع بين معارضي ومؤيدي التقنيات الحيوية وتقنيات التعديل الجيني للأغذية على السواء بأن مثل هذه التقنيات تنطوي على مخاطر فريدة بطريقة أو بأخرى، ومن ثم ينبغي أن نتوخى الحذر منها وأن نخضعها للرقابة والتنظيم بشكل خاص.